# Odama
Odama (大玉?) è un videogioco del 2006 sviluppato da Vivarium Inc. e pubblicato da Nintendo per GameCube.

## Modalità di gioco

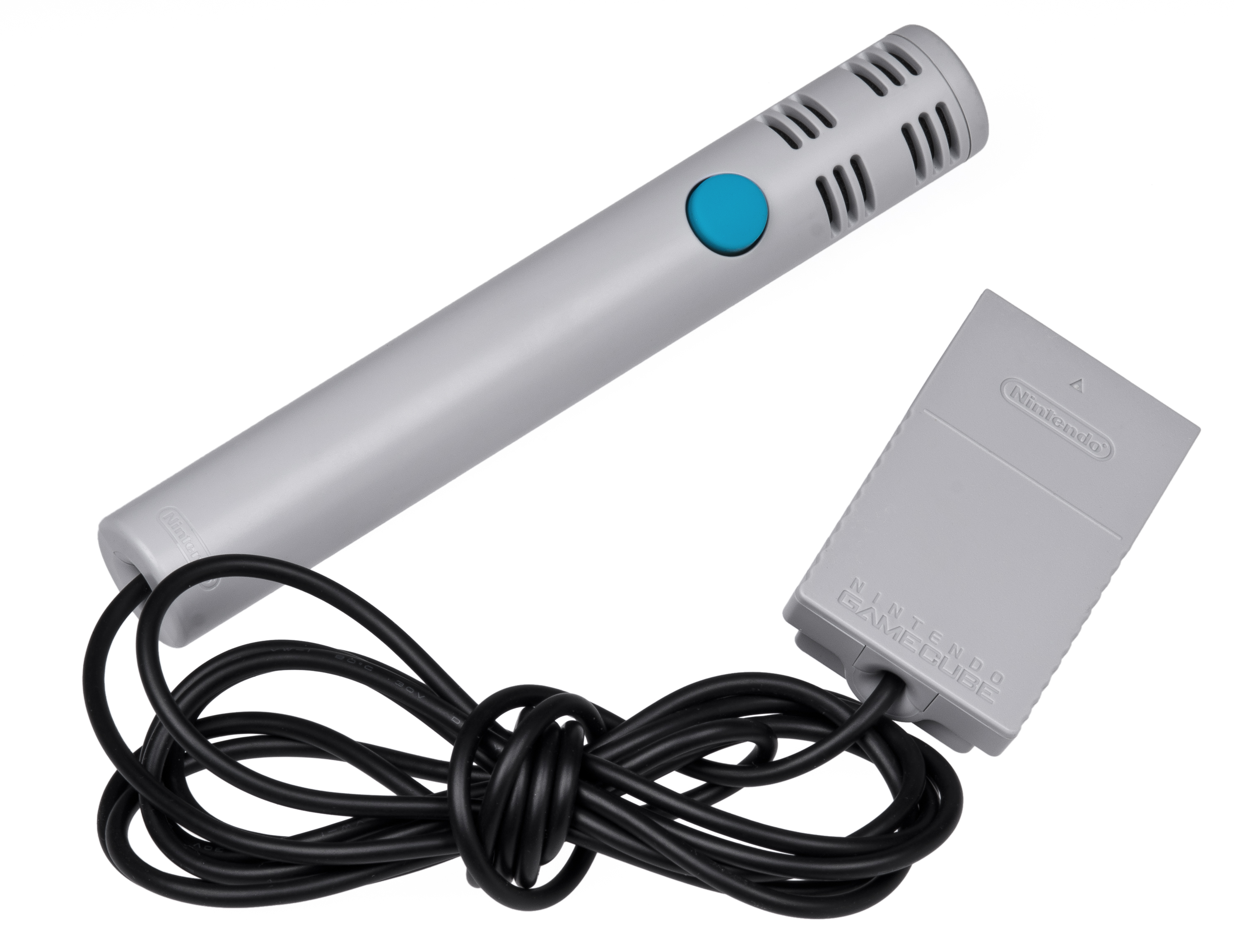
Microfono del GameCube

Odama è un gioco di flipper in cui è possibile inviare comandi vocali usando il microfono.

## Sviluppo
Ideato da Yoot Saito (Seaman), Odama è stato proposto a Nintendo descrivendolo come "un videogioco di flipper ambientato nel Giappone feudale". Shigeru Miyamoto ha accettato di distribuire il gioco solo dopo aver visto una demo.
Il gioco è stato presentato all'E3 2004. Originariamente il gioco doveva prevedere come periferica i DK Bongos.

## Accoglienza
IGN ha inserito Odama nella lista dei migliori giochi per GameCube del 2006 nella categoria "Most Innovative Design", superando Chibi-Robo!.